# Campeonato Gaúcho de Futebol de 2001 - Série A
O Campeonato Gaúcho de Futebol de 2001, foi a 81ª edição da competição no Estado do Rio Grande do Sul. A disputa teve início em 6 de janeiro e o término em 3 de junho de 2001. O campeão deste ano foi o Grêmio.

## Participantes
| - Caxias (Caxias do Sul) - 40ª - Grêmio (Porto Alegre) - 59ª - Internacional (Porto Alegre) - 57ª - Juventude (Caxias do Sul) - 39ª - Avenida (Santa Cruz do Sul) - 6ª - Esportivo (Bento Gonçalves) - 31ª - Guarani-VA (Venâncio Aires) - 11ª - Novo Hamburgo (Novo Hamburgo) - 52ª | - Passo Fundo (Passo Fundo) - 23ª - Pelotas (Pelotas) - 45ª - 15 de Novembro (Campo Bom) - 7ª - São Paulo (Rio Grande) - 27ª - Santa Cruz (Santa Cruz do Sul) - 32ª - Santo Ângelo (Santo Ângelo) - 12ª - São José-PoA (Porto Alegre) - 17ª - São Luiz (Ijuí) - 15ª - Veranópolis (Veranópolis) - 8ª |

## Tabela

### Fase seletiva
A primeira fase foi disputada por 13 clubes em turno único, sem a participação de Internacional, Grêmio, Juventude e Caxias, por estarem atuando na Copa Sul-Minas e na Copa do Brasil.
| Fase Seletiva                                                                                            | Fase Seletiva  | Fase Seletiva | Fase Seletiva | Fase Seletiva | Fase Seletiva | Fase Seletiva | Fase Seletiva | Fase Seletiva | Fase Seletiva |
| Time | Time           | PG            | J             | V             | E             | D             | GP            | GC            |               |
| --- | -------------- | ------------- | ------------- | ------------- | ------------- | ------------- | ------------- | ------------- | ------------- |
| 1 | Pelotas        | 24            | 12            | 7             | 3             | 2             | 23            | 11            |               |
| 2 | Santa Cruz     | 24            | 12            | 7             | 3             | 2             | 18            | 13            |               |
| 3 | São José       | 22            | 12            | 7             | 1             | 4             | 24            | 11            |               |
| 4 | Esportivo      | 20            | 12            | 7             | 5             | 2             | 27            | 17            |               |
| 5 | Guarani-VA     | 17            | 12            | 4             | 5             | 3             | 15            | 13            |               |
| 6 | 15 de Novembro | 16            | 12            | 4             | 4             | 4             | 26            | 23            |               |
| 7 | Passo Fundo    | 16            | 12            | 4             | 4             | 4             | 17            | 19            |               |
| 8 | São Luiz       | 14            | 12            | 3             | 5             | 4             | 16            | 22            |               |
| 9 | Veranópolis    | 13            | 12            | 4             | 1             | 7             | 17            | 23            |               |
| 10 | São Paulo      | 12            | 12            | 2             | 6             | 4             | 12            | 15            |               |
| 11 | Santo Ângelo   | 11            | 12            | 3             | 2             | 7             | 17            | 28            |               |
| 12 | Novo Hamburgo  | 11            | 12            | 2             | 5             | 5             | 24            | 30            |               |
| 13 | Avenida        | 10            | 12            | 2             | 4             | 6             | 14            | 25            |               |
| PG - pontos ganhos; J - jogos; V - vitórias; E - empates; D - derrotas; GP - gols pró; GC - gols contra; |                |               |               |               |               |               |               |               |               |

Classificação
|  |                               |
|  | Classificado para o Octogonal |
|  | Rebaixamento à Série B        |

### Octogonal
| Turno | Turno                     | Turno | Turno | Turno | Turno | Turno | Turno | Turno | Turno |
| Time | Time                      | PG    | J     | V     | E     | D     | GP    | GC    |       |
| --- | ------------------------- | ----- | ----- | ----- | ----- | ----- | ----- | ----- | ----- |
| 1 | Grêmio                    | 19    | 7     | 6     | 1     | 0     | 18    | 6     |       |
| 2 | Pelotas                   | 12    | 7     | 4     | 0     | 3     | 9     | 9     |       |
| 3 | Juventude (Caxias do Sul) | 11    | 7     | 3     | 2     | 2     | 11    | 9     |       |
| 4 | São José                  | 11    | 7     | 3     | 2     | 2     | 8     | 6     |       |
| 5 | Internacional             | 11    | 7     | 3     | 2     | 2     | 14    | 13    |       |
| 6 | Santa Cruz                | 8     | 7     | 2     | 2     | 3     | 7     | 9     |       |
| 7 | Caxias                    | 6     | 7     | 2     | 0     | 5     | 5     | 9     |       |
| 8 | Esportivo                 | 1     | 7     | 0     | 1     | 6     | 5     | 16    |       |
| PG - pontos ganhos; J - jogos; V - vitórias; E - empates; D - derrotas; GP - gols pró; GC - gols contra; |                           |       |       |       |       |       |       |       |       |

Classificação
|  |                         |
|  | Classificado para Final |

| Returno                                                                                                  | Returno       | Returno | Returno | Returno | Returno | Returno | Returno | Returno | Returno |
| Time | Time          | PG      | J       | V       | E       | D       | GP      | GC      |         |
| --- | ------------- | ------- | ------- | ------- | ------- | ------- | ------- | ------- | ------- |
| 1 | Juventude     | 15      | 7       | 4       | 3       | 0       | 11      | 2       |         |
| 2 | Pelotas       | 13      | 7       | 4       | 1       | 2       | 8       | 7       |         |
| 3 | Grêmio        | 11      | 7       | 3       | 3       | 1       | 11      | 4       |         |
| 4 | Internacional | 10      | 7       | 2       | 4       | 1       | 5       | 4       |         |
| 5 | Pelotas       | 9       | 7       | 2       | 3       | 2       | 8       | 10      |         |
| 6 | São José      | 6       | 7       | 1       | 3       | 3       | 5       | 9       |         |
| 7 | Esportivo     | 6       | 7       | 2       | 0       | 5       | 4       | 12      |         |
| 8 | Santa Cruz    | 3       | 7       | 0       | 3       | 4       | 4       | 8       |         |
| PG - pontos ganhos; J - jogos; V - vitórias; E - empates; D - derrotas; GP - gols pró; GC - gols contra; |               |         |         |         |         |         |         |         |         |

Classificação
|  |                         |
|  | Classificado para Final |

Nota: O Grêmio venceu o turno e o Juventude o returno do octogonal como previa o regulamento, as duas equipes fizeram a final.

### Final
O Grêmio sagrou-se campeão gaúcho ao vencer o Juventude na decisão pelo placar de 6–3.
| 27 de Maio de 2001 | Juventude                       | 2 – 3 | Grêmio                                  | Alfredo Jaconi, Caxias do Sul RS Público: Árbitro: Fabiano Gonçalves Auxiliar 1: José Carlos Oliveira Auxiliar 2: Marcelo Barison |
|                    | 49' Márcio · 70' Leonardo Manzi |       | 32' Zinho · 50', 61' Marcelinho Paraíba | |

|  | Juventude Diego Ivo Fernandão João Marcelo Lau Márcio Sidnei Fernando (Marcelo Costa) Luciano Fonseca (Marco Paulo) Michel (Leonardo Manzi) Dauri Técnico: Hélio Anjos. |  | Grêmio Danrlei Ânderson Lima Mauro Galvão Ânderson Polga Marinho Rubens Cardoso (Alex Xavier) Zinho Eduardo Costa Marcelinho Paraíba (Luís Mário) Tinga Warley (Roger) Técnico: Tite |

| 3 de junho de 2001 | Grêmio                                                         | 3 – 1 | Juventude | Estádio Olímpico, Porto Alegre RS Público: Árbitro: Carlos Eugênio Simon Auxiliar 1: Marco Ibañez Auxiliar 2: Marcelo Oliveira |
|                    | 4' Ânderson Polga · 54' Marcelinho Paraíba · 71' Eduardo Costa |       | 79' Dauri | |

|  | Grêmio Danrlei Ânderson Lima Mauro Galvão Ânderson Polga Marinho Rubens Cardoso (Alex Xavier) Zinho Eduardo Costa Marcelinho Paraíba (Luís Mário) Tinga (Itaqui) Warley (Roger) Técnico: Tite |  | Juventude Diego Ivo (Michel) Fernandão João Marcelo Márcio (Kiko) Sidnei Ivair Luciano Fonseca (Pontes) Fernando Leonardo Manzi Dauri Técnico: Hélio Anjos. |

## Campeão
| Campeonato Gaúcho de Futebol 2001             |
| Porto Alegre                                  |
| --------------------------------------------- |
| Grêmio Foot-Ball Porto Alegrense (33º título) |

## Campeão do Interior
| Campeão do Interior de 2001 |
| Caxias do Sul               |
| --------------------------- |
| Juventude 11º título        |

## Artilheiro
- 15 gols: Chiquinho (São José)

## Segunda Divisão
Campeão: Palmeirense (Palmeira das Missões)
Vice-Campeão: São Gabriel (São Gabriel)

## Terceira Divisão
Campeão: Cachoeira (Cachoeira do Sul)
Vice-campeão: Farroupilha (Pelotas)